# Fritz Tschannen
Fritz Tschannen, švicarski smučarski skakalec, harmonikar, * 20. maj 1920, Saint-Imier, Bern, Švica, †23. marec 2011, Fleurier.
Fritz Tschannen je leta 1948 na Tednu smuških poletov na Bloudkovi velikanki v Planici z 120 metri postavil svetovni rekord. Leta 1945 se je prudružil švicarski reprezentanci, treniral pa je smučarskem klubu v Adelbodnu. Leta 1948 je na olimpijskih igrah v Švici osvojil 9. mesto na srednji skakalnici. Dobil je povabilo da bi treniral ameriško reprezentanco, a ga je zavrnil.
Znan je tudi kot glasbenik. Pri petih letih je začel igrati harmoniko, pri osmih pa je že imel prvi samostojni koncert. Pri osemnajstih se je raje odločil za skoke in glasbo odložil v kot kar za nekaj časa. Po koncu športne poti je tako odšel v Kanado kjer je v letih 1952−1954 delal na kanadskem radiu kot glasbenik in orkestrator. Poučeval je harmoniko, imel pa je celo svoj televizijski program. Leta 1964 se je vrnil v Švico, kjer je ustanovil svojo glasbeno šolo, na kateri je poučeval tudi do 50 ljudi na teden. Leta 1980 je postal direktor Sionskega konservatorija.

## Zimske olimpijske igre
| Uvrstitev | Leto | Kraj       | Skakalnica |
| --------- | ---- | ---------- | ---------- |
| 9. mesto  | 1948 | St. Moritz | srednja    |